# Bahnstrecke Holenbrunn–Selb
| Agilis-Triebwagen des Typs Regio-Shuttle RS1 im Bahnhof Selb Stadt |                                                              |                                          |                                    |
| Streckennummer (DB): | 5032 (Holenbrunn–Selb Stadt) 5033 (Selb-Plößberg–Selb Stadt) |                                          |                                    |
| Kursbuchstrecke (DB): | 858 (Selb Stadt–Selb-Plößberg)                               |                                          |                                    |
| Kursbuchstrecke: | 425q (1946)                                                  |                                          |                                    |
| Streckenlänge: | 26,5 km                                                      |                                          |                                    |
| Spurweite: | 1435 mm (Normalspur)                                         |                                          |                                    |
| Maximale Neigung: | 25 ‰                                                         |                                          |                                    |
| |                                                              |                                          |                                    |
| \| \| \| von (Hof–)Oberkotzau \| \| \| \| 0,0 \| Selb-Plößberg 623 m \| Selb-Plößberg 623 m \| \| \| \| nach Cheb \| \| \| \| 1,7 \| Erkersreuth \| Erkersreuth \| \| \| \| (ehem. Streckenführung) \| \| \| \| \| Selb oberer Bahnhof \| \| \| \| \| Selb Stadt (alter Bf. 1894–1914) \| \| \| \| \| Anst Hutschenreuther/Ludwigsmühle \| \| \| \| 2,7 \| Selb Nord \| Selb Nord \| \| \| \| mehrere Anst u. a. Hutschenreuther \| \| \| \| 3,8 22,7 \| Selb Stadt (ehem. Bf) \| 561 m \| \| \| 19,8 \| Unterweißenbach \| Unterweißenbach \| \| \| 15,8 \| Schwarzenhammer \| Schwarzenhammer \| \| \| 12,4 \| Höchstädt-Thierstein \| Höchstädt-Thierstein \| \| \| 8,0 \| Thiersheim \| Thiersheim \| \| \| 4,7 \| Johanneszeche \| Johanneszeche \| \| \| 2,9 \| Göpfersgrün \| Göpfersgrün \| \| \| \| von Oberkotzau (–Hof) \| \| \| \| 0,0 \| Wunsiedel-Holenbrunn (früher Holenbrunn) \| 561 m \| \| \| \| nach Wunsiedel und Leupoldsdorf \| \| \| \| \| nach Weiden \| \| |                                                              |                                          |                                    |
| Strecke |                                                              | von (Hof–)Oberkotzau                     | von (Hof–)Oberkotzau               |
| Bahnhof | 0,0                                                          | Selb-Plößberg 623 m                      | Selb-Plößberg 623 m                |
| Abzweig geradeaus und nach links |                                                              | nach Cheb                                | nach Cheb                          |
| Haltepunkt / Haltestelle | 1,7                                                          | Erkersreuth                              | Erkersreuth                        |
| Verschwenkung von links · Verschwenkung von rechts (Strecke außer Betrieb) |                                                              | (ehem. Streckenführung)                  | (ehem. Streckenführung)            |
| Strecke · Bahnhof (Strecke außer Betrieb) |                                                              | Selb oberer Bahnhof                      | Selb oberer Bahnhof                |
| Strecke · Bahnhof (Strecke außer Betrieb) |                                                              | Selb Stadt (alter Bf. 1894–1914)         | Selb Stadt (alter Bf. 1894–1914)   |
| Verschwenkung nach links · Verschwenkung nach links (Strecke außer Betrieb) |                                                              | Anst Hutschenreuther/Ludwigsmühle        | Anst Hutschenreuther/Ludwigsmühle  |
| Haltepunkt / Haltestelle | 2,7                                                          | Selb Nord                                | Selb Nord                          |
| Abzweig geradeaus und ehemals von links |                                                              | mehrere Anst u. a. Hutschenreuther       | mehrere Anst u. a. Hutschenreuther |
| Haltepunkt / Haltestelle Strecke ab hier außer Betrieb | 3,8 22,7                                                     | Selb Stadt (ehem. Bf)                    | 561 m                              |
| Haltepunkt / Haltestelle (Strecke außer Betrieb) | 19,8                                                         | Unterweißenbach                          | Unterweißenbach                    |
| Haltepunkt / Haltestelle (Strecke außer Betrieb) | 15,8                                                         | Schwarzenhammer                          | Schwarzenhammer                    |
| Haltepunkt / Haltestelle (Strecke außer Betrieb) | 12,4                                                         | Höchstädt-Thierstein                     | Höchstädt-Thierstein               |
| Haltepunkt / Haltestelle (Strecke außer Betrieb) | 8,0                                                          | Thiersheim                               | Thiersheim                         |
| Haltepunkt / Haltestelle (Strecke außer Betrieb) | 4,7                                                          | Johanneszeche                            | Johanneszeche                      |
| Haltepunkt / Haltestelle (Strecke außer Betrieb) | 2,9                                                          | Göpfersgrün                              | Göpfersgrün                        |
| Abzweig ehemals geradeaus und von rechts |                                                              | von Oberkotzau (–Hof)                    | von Oberkotzau (–Hof)              |
| Bahnhof | 0,0                                                          | Wunsiedel-Holenbrunn (früher Holenbrunn) | 561 m                              |
| Abzweig geradeaus und ehemals nach rechts |                                                              | nach Wunsiedel und Leupoldsdorf          | nach Wunsiedel und Leupoldsdorf    |
| Strecke |                                                              | nach Weiden                              | nach Weiden                        |

Die Bahnstrecke Holenbrunn–Selb ist eine ehemals durchgehende Nebenbahn in Bayern.

## Geschichte

### Stichbahn nach Selb
Sie wurde am 25. Oktober 1894 mit dem Streckenabschnitt Plößberg–Selb eröffnet. Die Lokalbahnstrecke führte vom Bahnhof Selb-Plößberg an der Bahnstrecke Hof–Eger zum alten Bahnhof Selb Stadt. Als Güterbahn führten die Gleise weiter bis zur Porzellanfabrik Hutschenreuther bei der Ludwigsmühle.

### Verlängerung nach Holenbrunn
Am 1. Mai 1914 wurde die Lokalbahn über Thiersheim nach Holenbrunn an der Strecke Hof–Marktredwitz verlängert. Dabei wurde der bisherige Endbahnhof Selb Stadt verlegt. Ein neuer Durchgangsbahnhof mit Güterabfertigung entstand im Norden der Stadt und wurde wiederum als Selb Stadt bezeichnet.
Der erste Bahnhof Selb Stadt wird seit der Eröffnung des neuen zur Unterscheidung gelegentlich als „Selb Untere Stadt“ bezeichnet. Auf dem ersten Bahnhofsgelände ist noch der erste zweiständige Lokschuppen ohne Drehscheibe vorhanden. Er wird als Bürogebäude benutzt.
Zahlreiche Industriegleise führten zu den Porzellanfabriken im Stadtgebiet, die teilweise, wie die Rosenthal AG, mit einer eigenen Diesellok, oder – wie bei Heinrich & Co. – mit einer Dampfspeicherlok den Wagenladungsverkehr im Werksgelände durchführten.

### Lokschuppen Selb

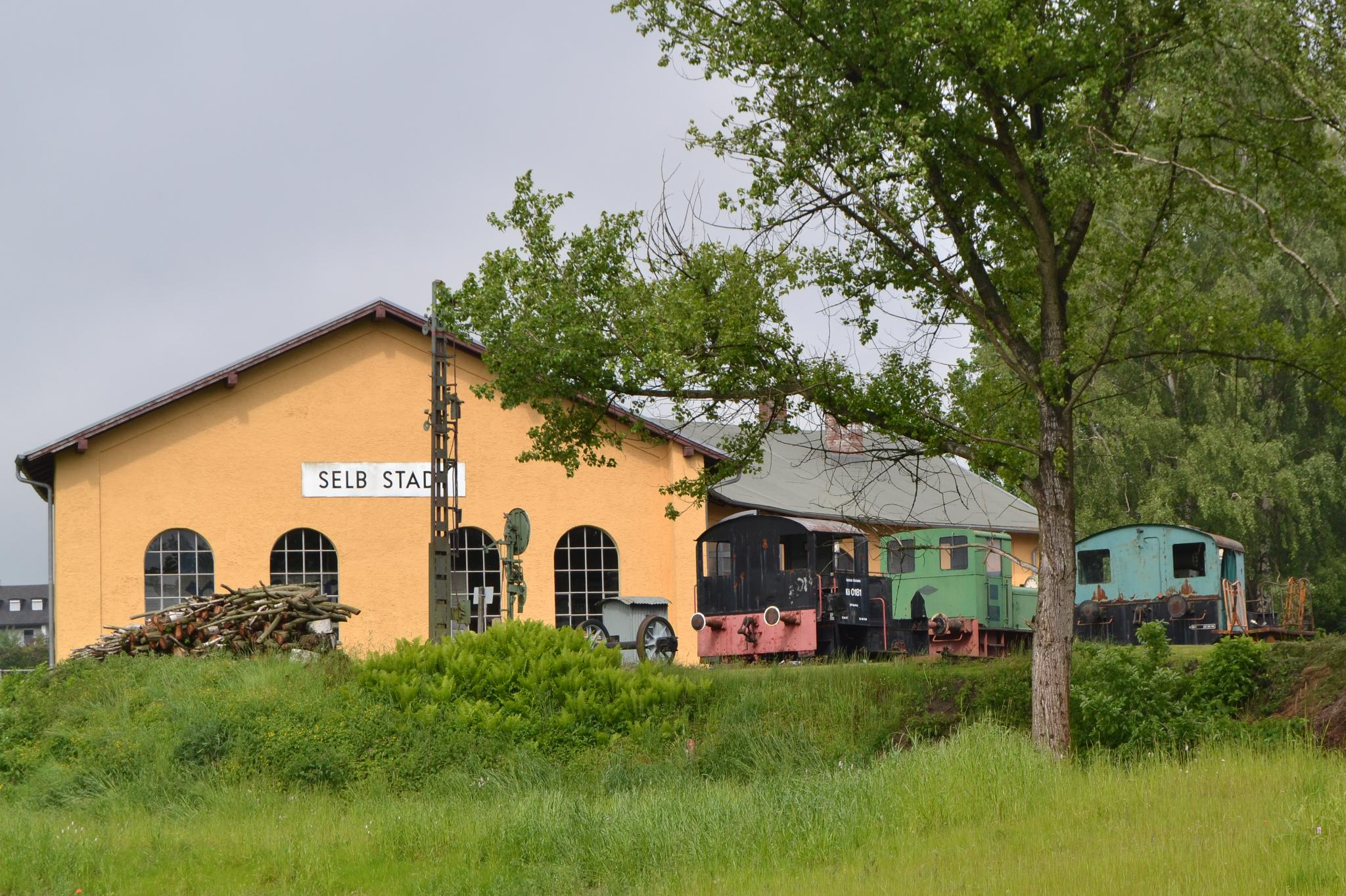
Rundlokschuppen in Selb mit Eisenbahnmuseum

Die auf der Strecke eingesetzten Lokomotiven konnten nun in einem zuletzt vierständigen Lokomotivschuppen mit Drehscheibe behandelt werden. Der Lokschuppen war als Lokomotivbahnhof dem Bahnbetriebswerk Hof unterstellt. Er ist erhalten, dort ist heute ein Eisenbahnmuseum untergebracht.

### Betrieb
In den Jahren 1938/39 verkehrte ein Eiltriebwagenpaar zwischen Selb und Nürnberg Hauptbahnhof, das über Hof, Neuenmarkt-Wirsberg und Bayreuth geführt wurde.
Im Zuge der Fahrplangestaltung nach dem Zweiten Weltkrieg wurde Selb an die Fichtelgebirgsbahn angebunden. Bereits 1950 gab es eine erste durchlaufende Triebwagenverbindung zwischen Selb und Bayreuth über Marktredwitz. Ab 1953 verkehrte ein Uerdinger Schienenbus der Baureihe VT 95 als „Stadtschnellverkehrsschienenomnibus“ in der Relation Selb–Schnabelwaid, dazu liefen solche Fahrzeuge als Nahverkehrszüge bald auch nach Hof (Saale) und Pegnitz. Ein morgendlicher Durchlauf existierte von Hof über Selb nach Bayreuth. 1976 wurde ein schnelllaufender Nahverkehrszug ab Hof eingeführt, der in Schnabelwaid Anschluss an den Eilzug Hof–Neuenmarkt-Wirsberg–Nürnberg–Stuttgart hatte.

### Stilllegung
Der Personenverkehr auf dem 22 Kilometer langen Abschnitt Selb Stadt–Thiersheim–Holenbrunn wurde am 28. September 1986 eingestellt, gleichzeitig auch der Güterverkehr auf dem Abschnitt Höchstädt-Thierstein–Thiersheim. Der Abschnitt Selb Stadt–Höchstädt-Thierstein wurde am 28. Mai 1988 und der zwischen Wunsiedel-Holenbrunn und Thiersheim am 5. März 1993 eingestellt. Offiziell stillgelegt wurde der Abschnitt Selb Stadt–Thiersheim am 25. Februar 1993 und das Reststück am 1. Mai 1994.
Mittlerweile wurde auf fast der gesamten Strecke ein Radweg angelegt.

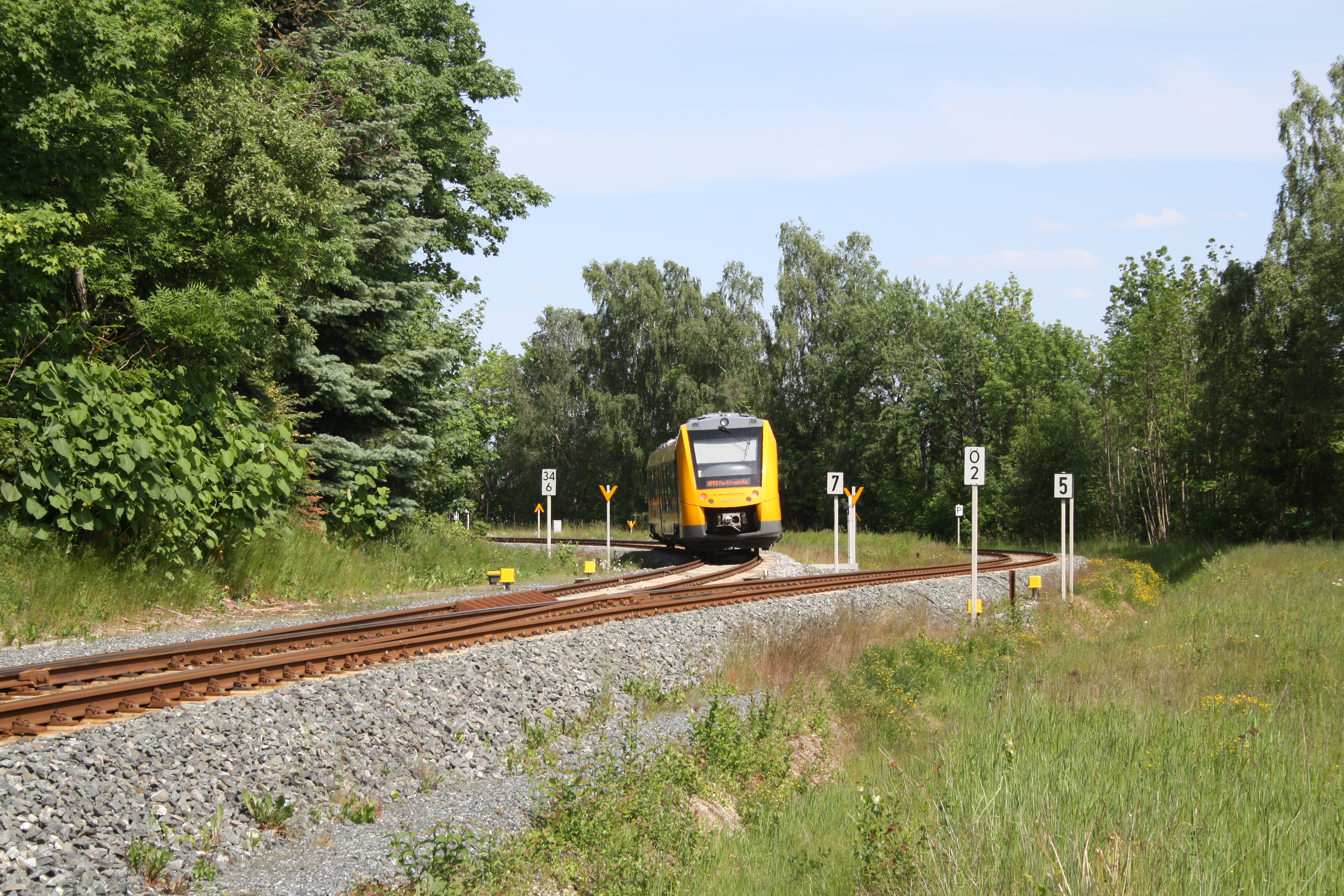
Streckenverzweigung in Selb-Plößberg, links ein Triebzug des Typs LINT 41 der Oberpfalzbahn auf der Strecke nach Cheb
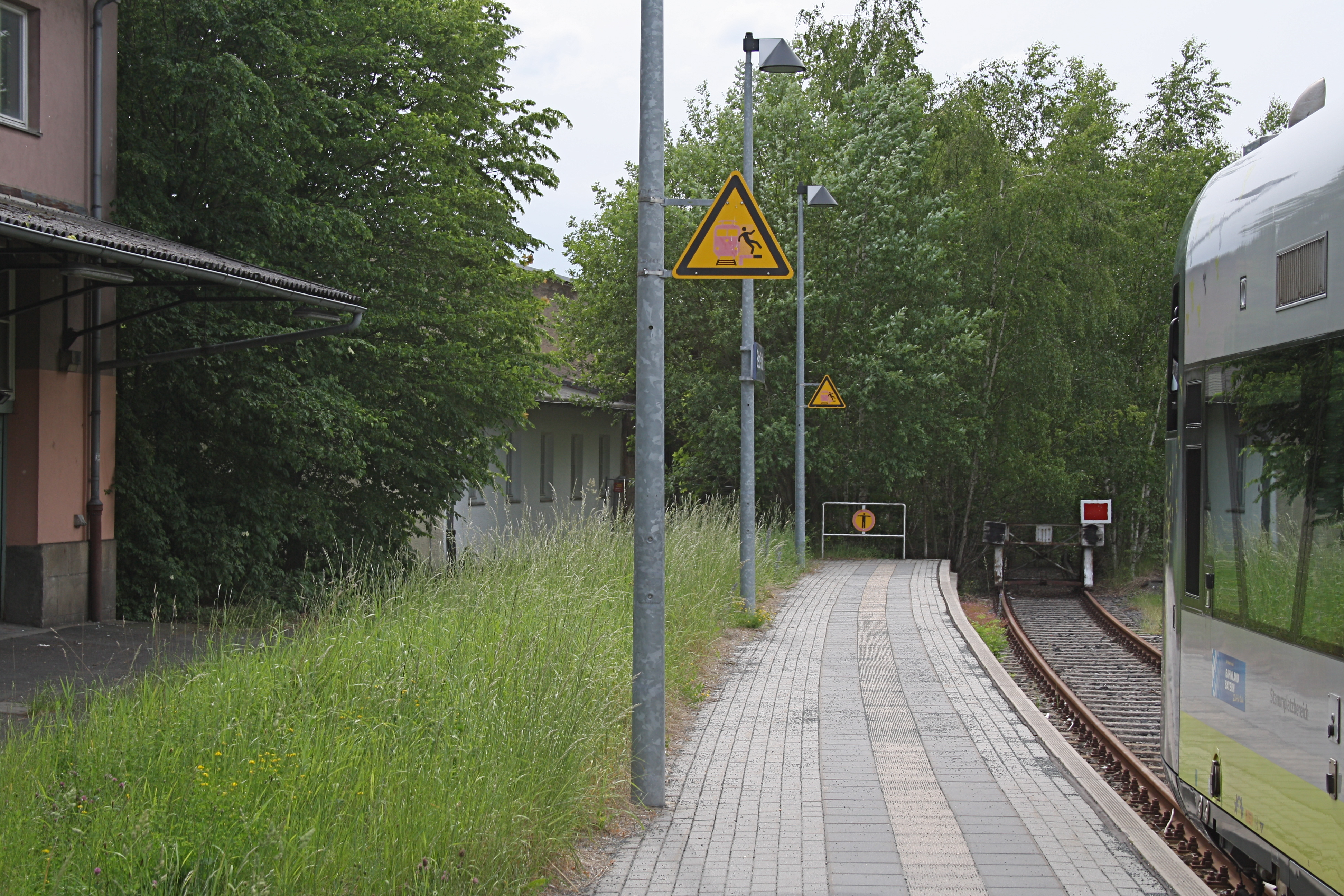
Streckenende in Selb Stadt am einzigen verbliebenen Gleis
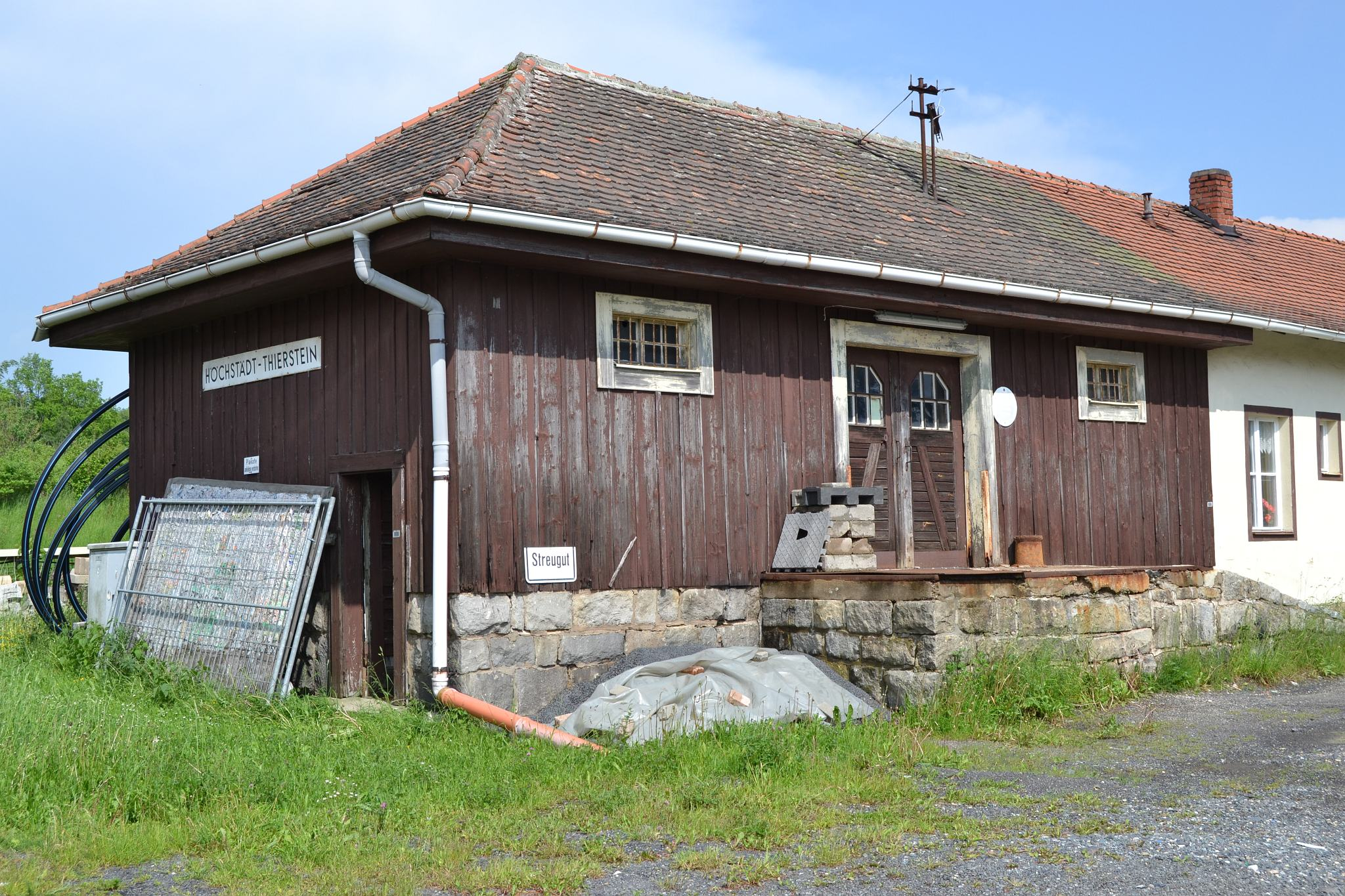
Ehemaliges Bahnhofsgebäude in Höchstädt
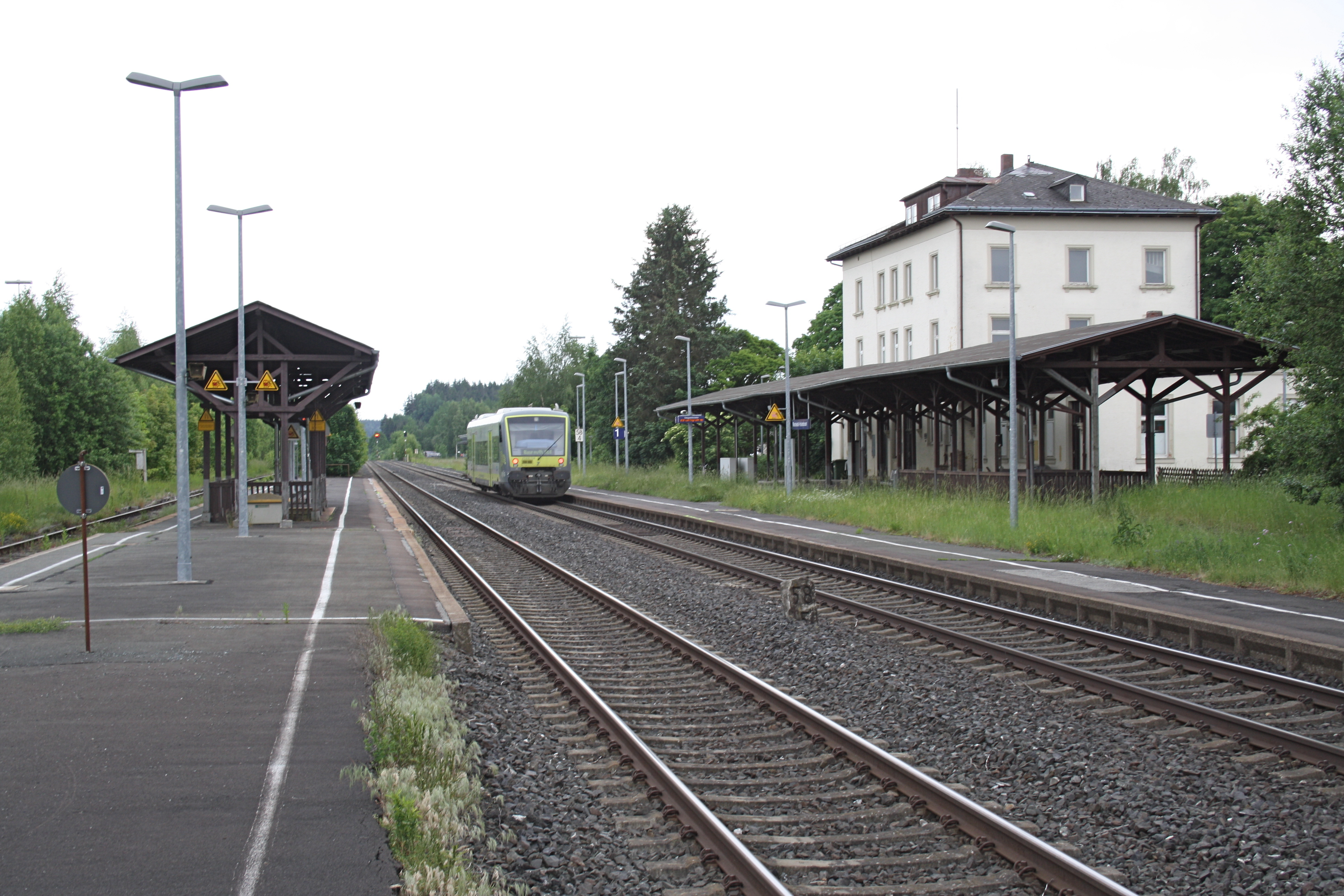
Bahnhof Wunsiedel-Holenbrunn, am linken Bahnsteig das ehemalige Gleis der Personenzüge in Richtung Selb